# Wickersheim-Wilshausen
 Wickersheim-Wilshausen (en alsacià Wickersche) és un municipi francès, situat a la regió del Gran Est, al departament del Baix Rin. L'any 1999 tenia 433 habitants.
Forma part del cantó de Bouxwiller, del districte de Saverne i de la Comunitat de comunes del Pays de la Zorn.

## Demografia
| 1962 | 1968 | 1975 | 1982 | 1990 | 1999 |
| ---- | ---- | ---- | ---- | ---- | ---- |
| 384  | 389  | 378  | 394  | 429  | 433  |

## Administració
| Període   | Identitat           | Partit |
| --------- | ------------------- | ------ |
| 2001-2008 | Richard Weissgerber |        |
| 2008-     | René Hatt           |        |